# Houston Rockets 2001-2002
La stagione 2001-02 degli Houston Rockets fu la 35ª nella NBA per la squadra del Texas.
Gli Houston Rockets arrivarono quinti nella Midwest Division della Western Conference con un record di 28-54, non qualificandosi per i play-off.

## Roster
| N° | Naz.                   | Ruolo | Sportivo       | Anno | Alt. | Peso |
| -- | ---------------------- | ----- | -------------- | ---- | ---- | ---- |
| 3  | Stati Uniti (bandiera) | G     | Steve Francis  | 1977 | 191  | 88   |
| 5  | Stati Uniti (bandiera) | A     | Cuttino Mobley | 1975 | 193  | 86   |
| 10 | Stati Uniti (bandiera) | G     | Tierre Brown   | 1979 | 188  | 86   |
| 12 | Stati Uniti (bandiera) | G     | Moochie Norris | 1973 | 185  | 79   |
| 13 | Stati Uniti (bandiera) | C     | Kelvin Cato    | 1974 | 211  | 116  |
| 14 | Stati Uniti (bandiera) | A     | Dan Langhi     | 1977 | 211  | 100  |
| 18 | Venezuela (bandiera)   | A     | Óscar Torres   | 1976 | 198  | 95   |
| 21 | Stati Uniti (bandiera) | A     | Kenny Thomas   | 1977 | 201  | 118  |
| 33 | Stati Uniti (bandiera) | A     | Eddie Griffin  | 1982 | 208  | 100  |
| 41 | Stati Uniti (bandiera) | A     | Glen Rice      | 1967 | 201  | 98   |
| 42 | Stati Uniti (bandiera) | GA    | Walt Williams  | 1970 | 203  | 99   |
| 43 | Stati Uniti (bandiera) | AC    | Kevin Willis   | 1962 | 213  | 100  |
| 44 | Stati Uniti (bandiera) | A     | Terence Morris | 1979 | 206  | 100  |
| 52 | Stati Uniti (bandiera) | C     | Jason Collier  | 1977 | 213  | 118  |

## Staff tecnico
- Allenatore: Rudy Tomjanovich
- Vice-allenatori: Larry Smith, Jim Boylen, Mike Wells, Melvin Hunt